# ناباس د سان خوان
ناباس د سان خوآن (به اسپانیایی: Navas de San Juan) یکی از دهستان‌های استان خائن در کشور اسپانیا است. این شهر با مساحت ۱۷۵ کیلومتر مربع، ۴۹۸۲ تن جمعیت دارد.